# Карелин, Лазарь Викторович
Ла́зарь Ви́кторович Каре́лин (настоящая фамилия Кац; 12 июня 1920 года, Москва — 20 ноября 2005 года, там же) — советский и российский писатель, драматург. Член Союза писателей СССР (1956 г.).

## Биография
Родился в семье еврейских беженцев из Белостока, выселенных в 1914 г. из прифронтовой зоны. Отец работал на текстильной фабрике «Атлант», став её владельцем в годы НЭПа. Мать, урождённая Гальперина, была дочерью раввина. В 1932 г. вся семья была выселена в Соликамск, откуда им было разрешено выехать только после реабилитации отца в 1938 г. С 1938 г. учился на сценарном факультете ВГИК.
Воевал под Москвой в составе народного ополчения. Рядовой-пулемётчик 6-й роты 38-го полка 140-й стрелковой дивизии 32-й армии Западного фронта. В сентябре 1941 г. отозван во ВГИК для окончания выпускного курса, окончил в 1943 года. С июля 1944 г. — командир взвода и военкор в частях связи Приморской армии, 2-го и 3-го Украинских фронтов.
После войны поселился в Ашхабаде, где был назначен заведующим сценарным отделом Ашхабадской киностудии. После землетрясения 1948 года вернулся в Москву. С 1956 г. — Член Союза писателей СССР. В 1967—1985 гг. был секретарём правления московской писательской организации.
По некоторым источникам был любовником секретаря МГК КПСС Аллы Шапошниковой.

### Личная жизнь
Жил в Москве по адресу Астраханский переулок, дом 5, корпус 1.
Похоронен на Донском кладбище, в закрытом колумбарии № 18.

## Произведения

### Проза
1. 1952 — «Младший советник юстиции»: Повесть. М.
2. 1954 — «На тихой улице»: Повесть. М.
3. 1957 — «В апреле»: Повести. М.
4. 1957 — «Общежитие»: Повесть. М.
5. 1958 — «Первый экзамен»: Повесть. М.
6. 1959 — «Надежда и любовь»: Повесть. М.
7. 1961 — «Открытый дом»: Повесть. М.
8. 1962 — «Микрорайон»: Роман. М.
9. 1963 — «Девочка с красками»: Повесть. М.
10. 1966 — «Путешествие за край солнца»: Повесть. М.
11. 1969 — «Где-то в Москве»: Роман. Повести. М.
12. 1969 — «Землетрясение»: Роман. М.
13. 1971 — «Ступени»; «Золотой лев»: Повести. М.
14. 1974 — «Головокружение; Что за стенами»: Повести. М.
15. 1975 — «Стажёр»: Роман. М.
16. 1976 — «Перед экраном»: Рассказы. М.,(Новинки «Современника»)
17. 1978 — «Избранное». М.
18. 1981 — «Змеелов» ( экранизация: 1985 год, киностудия «Мосфильм», реж. Вадим Дербенёв, в главной роли — Александр Михайлов)
19. 1986 — «Последний переулок»: Роман.
20. 1987 — «Даю уроки»: Роман. М.

### Драматургия
- «Змеелов»: Драма. М., 1984

## Награды
- орден Отечественной войны 2-й степени (11.03.1985),
- Орден Трудового Красного Знамени (11.06.1980)[5],
- Орден Дружбы народов,
- Орден «Знак Почёта»,
- медали